# Antigua Guatemala (plaats)
Antigua Guatemala, bijwijlen afgekort tot Antigua, is een stad en gemeente in Guatemala, niet ver van de hoofdstad Guatemala-Stad. De stad is opgenomen op de Werelderfgoedlijst van het UNESCO. Ze is gelegen in de vallei van Panchoy, onder de Volcán de Agua, en is de hoofdstad van het departement Sacatepéquez.

## Geschiedenis
Antigua werd onder de naam Santiago de los Caballeros in 1543 door de Spaanse veroveraars gesticht als hoofdstad van de Kapiteinsgeneraliteit Guatemala, een bestuurlijk onderdeel van het vicekoninkrijk Nieuw-Spanje dat het zuidelijke deel van Mexico en Centraal-Amerika besloeg. Rond 1700 werd de bevolking al op 70.000 inwoners geschat. De stad werd echter meerdere malen door epidemieën getroffen. Ook diverse aardbevingen eisten hun tol. Met name in 1773 werden grote delen van de stad in puin gelegd. Na deze aardbevingen werd de hoofdstad in 1776 officieel verplaatst naar het veiliger geachte Guatemala-Stad, waarna de naam van Santiago de los Caballeros veranderde in "La Antigua Guatemala" (het oude Guatemala).

## Modern Antigua
Antigua beleeft een nieuwe bloeiperiode. Met zijn koloniale bouwstijl, zijn overzichtelijke omvang en typische marktjes, is Antigua een grotere toeristische trekpleister dan de hoofdstad. Het staat bekend om de taalscholen voor wie Spaans wil studeren. Elk jaar worden er tijdens de Goede Week (Semana Santa) evenementen georganiseerd zoals bloementapijten (alfombras) en processies. De straatjes van de stad lenen zich daarvoor.
Antigua is bekend om de jade die er verkocht wordt.
De stad heeft 46.500 inwoners en is een onderwijscentrum voor de regio, met middelbare scholen waar ongeveer 16.000 leerlingen aan studeren.
Belangrijkste bezienswaardigheden zijn:
- Parque Central (met een uit 1936 daterende replica van de fontein van de zeemeerminnen)
- Kathedraal de Santiago
- Museum van de Universiteit van San Carlos
- kerken van La Merced, San Francisco en las Capuchinas
- Casa Popenoe (gerestaureerde koloniale woning)
- museum en hotel Santo Domingo en het uitzichtspunt Cerro de la Cruz.

In het nabijgelegen Jocotenango bevindt zich het museum La Azotea met een overzicht van de koffieteelt en een verzameling muziekinstrumenten die de Maya's gebruikten. Onder toeristen populaire uitstapjes vanuit Antigua zijn het beklimmen van de vulkaan Pacaya, de zondagsmarkt van Chichicastenango of de Mayaruïnes van Copán in Honduras.
De Franciscaner monnik Hermano Pedro de San José de Betancourt (1626 - 1667) werkte in het klooster van San Francisco en was begaan met het lot van de zieken en hulpbehoevenden. In 2002 is hij door Paus Johannes Paulus II heilig verklaard. Zijn graf is een bedevaartsoord en staat naast de kerk van San Francisco. In de stad is een hospitaal voor de armen dat zijn naam draagt.
- Bibliothèque nationale de France: cb12168444h (data)
- Gemeinsame Normdatei: 4219793-4
- Library of Congress Control Number: n81018376
- MusicBrainz: 07a15a71-1b3e-4106-9f19-0004b1e8c587
- National Archives and Records Administration: 10044771
- Nationale Bibliotheek van Israël: 987007550301505171
- Virtual International Authority File: 312800737
- WorldCat: E39PBJdGRwdcdvGyRD7KkkM9Dq